# Heinz von Hailfingen

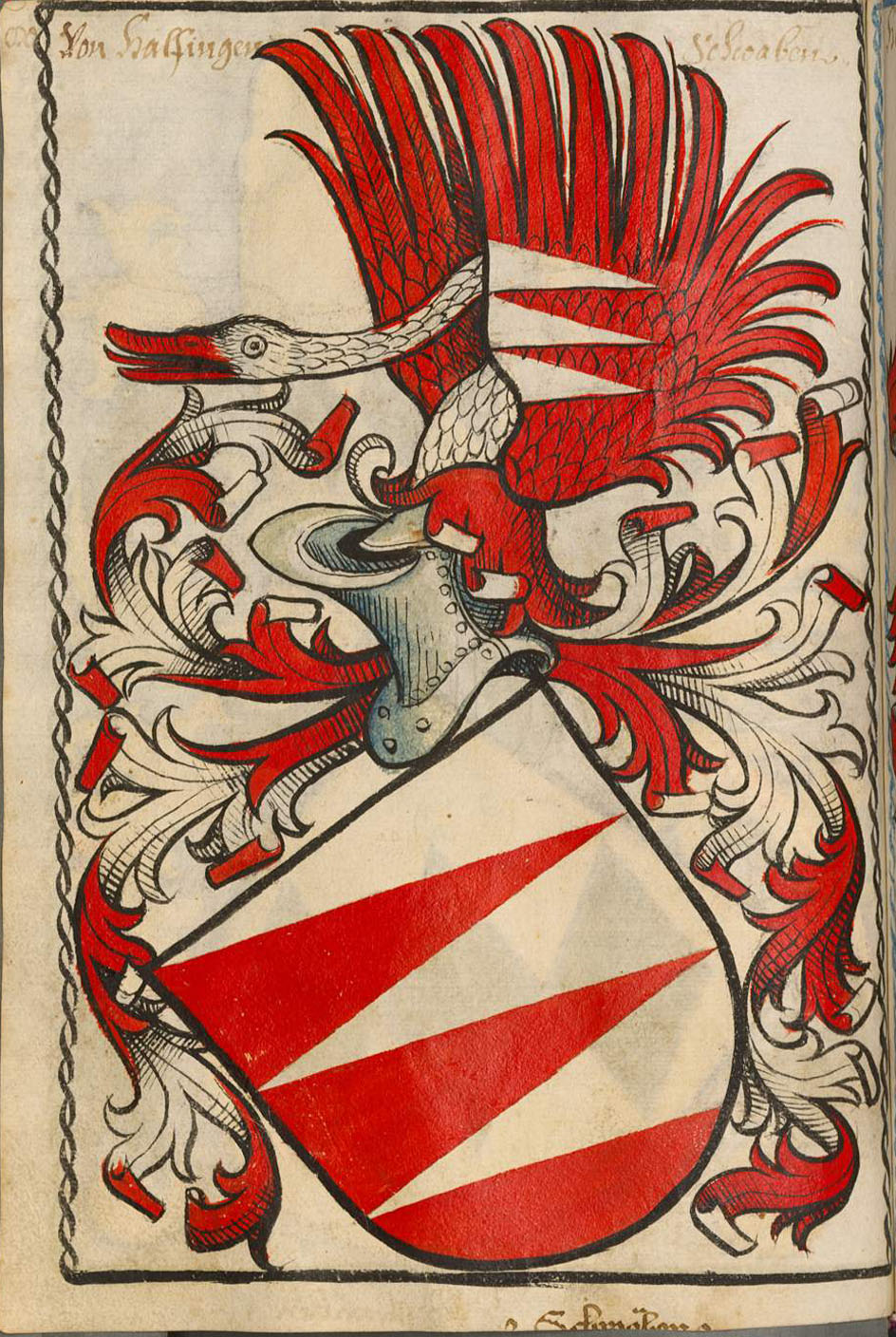
Familienwappen derer von Hailfingen nach dem Scheibler’schen Wappenbuch

Heinz von Hailfingen (* um 1360) war ein württembergischer Adliger.

## Familie
Heinz von Hailfingen war der Sohn des Ritters Anselm von Hailfingen, der Vogt zu Tübingen war, und Vater von Conrad von Hailfingen genannt Boltringer.

## Urkundliche Erwähnungen
Heinz von Hailfingen geriet zusammen mit Ostertag von Lustnau und dessen Bruder Hans von Lustnau mit Burkhard von Hölnstein in Streit, nachdem dieser die Burg Roseck, das Dorf Jesingen und die Kelter unter der Hirsenhalde an das Kloster Bebenhausen verkauft hatte. Dabei ging es um die Kelter, die sie für ihr, von ihren Vätern ererbtes Eigentum hielten, während Burkhard sie als ein ablösbares Pfand derselben erklärte. Sie verkauften daher am 22. November 1412 dem Kloster für 50 Gulden ihre Rechte an dieser Kelter.